# Post- und Paketamt Köpenick 1

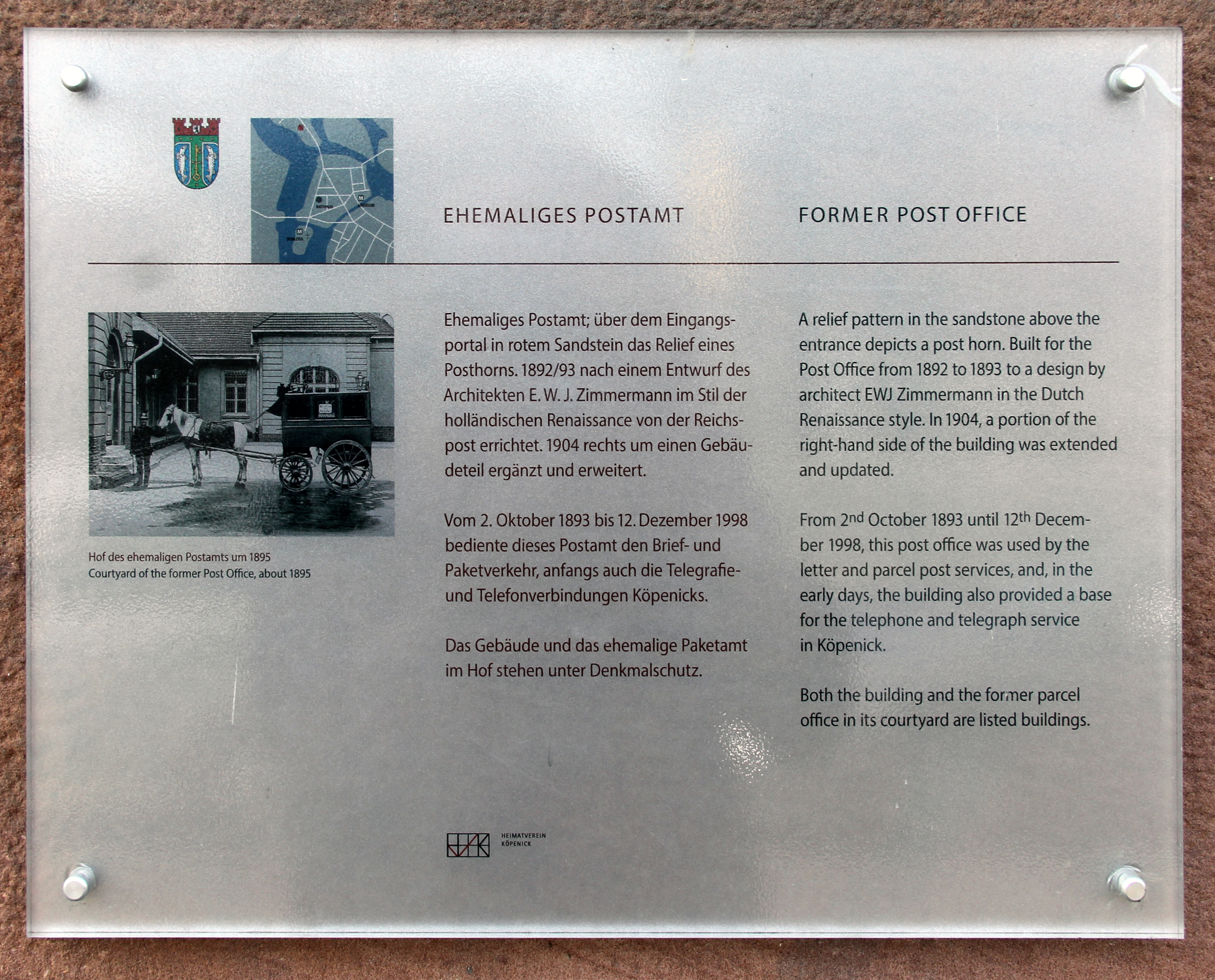
Gedenktafel am Postamt

Das Post- und Paketamt Köpenick 1 ist ein Baudenkmal in der Lindenstraße 42 im Berliner Ortsteil Köpenick des Bezirks Treptow-Köpenick. Es wurde in den Jahren 1892 bis 1893 nach einem Entwurf des Architekten E. W. J.  Zimmermann im Stil der holländischen Renaissance durch die Reichspost errichtet.

## Gebäude
Der Putzbau mit zweieinhalb Etagen ist mit Sandsteinelementen und einem Volutengiebel versehen. Der Eingang wird von kräftigen Säulen mit geschwungenem Vordach flankiert. An der Fassade ragt ein über zwei Etagen reichender Erker aus der Front heraus.

### Postamt
Das Kaiserliche Postamt Cöpenick wurde 1893 fertiggestellt. Im Gebäudekomplex befanden sich Post-, Fernsprech- und Paketpostamt. 1904 wurde es auf der rechten Seite durch einen Gebäudeteil ergänzt und erweitert. Eine Rekonstruktion des Gebäudes erfolgte 1984. In der DDR trug es die Bezeichnung Postamt Köpenick 1. Die Deutsche Post der DDR wurde zum 3. Oktober 1990 im Zuge der deutschen Wiedervereinigung gemäß Artikel 27 des Einigungsvertrages mit der Deutschen Bundespost verschmolzen. Am 12. Dezember 1998 wurde das Postamt geschlossen.

### Schule
Nach 1999 erwarb die Privatschule BEST-Sabel das Gebäude und ließ es denkmalgerecht sanieren. Bei der Rekonstruktion kamen im Jahr 2003 historische Details zum Vorschein (alte Kunstguss-Säulen, Villeroy & Boch-Bodenfliesen, handgeschmiedete Treppengeländer). Seit 2002 befand sich in dem Gebäude die BEST-Sabel Designschule, bis sie 2023 in die Littenstraße 109 nach Berlin-Mitte umzog.

## Würdigung
Eine Briefmarke, die das Postamt Köpenick mit Verteilergestänge zeigt, erschien am 15. Mai 1990. Die Sondermarke der Deutschen Post erschien als Teil der Ausgabe 125 Jahre Internationale Fernmeldeunion (UIT) (Michel-Nr. 3333). Der Entwurf stammt von Joachim Rieß. Die Auflage betrug 8.000.000 Stück.